# Archidiocèse de Rossano-Cariati
L'archidiocèse de Rossano-Cariati (en latin : Archidioecesis Rossanensis-Cariatensis ; en italien : Arcidiocesi di Rossano-Cariati) est un archidiocèse de l'Église catholique en Italie, suffragant de l'archidiocèse de Cosenza-Bisignano et appartenant à la région ecclésiastique de Calabre.

## Territoire
Il est situé dans une partie de la province de Cosenza, les autres parties de cette province étant partagées par les archidiocèses de Cosenza-Bisignano et Catanzaro-Squillace, les diocèses de Cassano allo Ionio et San Marco Argentano-Scalea et l'éparchie de Lungro. Il possède un territoire d'une superficie de 1 415 km2 divisé en 56 paroisses regroupées en 5 archidiaconés. Le siège archiépiscopal est à Rossano où se trouve la cathédrale de Notre Dame d'Achiropita. La cathédrale de Saint Michel Archange de Cariati garde le souvenir de l'ancien diocèse.

## Histoire
L'archidiocèse actuel est fondé le 30 septembre 1986 par l'union des sièges de Rossano et de Cariati par le décret Instantibus votis de la congrégation pour les évêques.

### Diocèse de Cariati
Cariati apparaît déjà au XIVe siècle, lorsque l'évêque Nicola di Cerenzia , élu en 1342, est nommé évêque de Cerenzia et Cariati. En réalité, le diocèse de Cariati est officiellement érigé le 27 novembre 1437 par le pape Eugène IV à la demande de la princesse Covella Ruffo, feudataire de la ville. Le diocèse comprend Cariati, Terravecchia et Scala Coeli ; il est soustrait à la juridiction du diocèse de Rossano, uni aeque principaliter au diocèse de Cerenzia (it) et devient suffragant de l'archidiocèse de Santa Severina.
Après le concile de Trente, les évêques ont l'obligation de résidence et préfèrent Cariati à Cerenzia. Cariati est envahi à plusieurs reprises par les Turcs ; en particulier en 1544 et en 1557, lorsque plusieurs centaines de chrétiens sont pris comme esclaves, dont l'évêque Giovanni Canuti, décédé à Alger. À cette occasion, la cathédrale, le palais épiscopal et de nombreux documents d'archives sont détruits.
Parmi les évêques de Cariati et de Cerenzia, citons Alessandro Crivelli (1561-1568), nonce apostolique en Espagne puis cardinal ; Properzio Resta (1586-1601) qui, en 1594, convoque un synode pour la mise en œuvre des décisions du concile de Trente ; Maurizio Ricci (1619-1627), fondateur du séminaire diocésain de Verzino, transféré à Cariati par son successeur Francesco Gonzaga (1633-1657), qui restaure la cathédrale et rétablit le palais épiscopal; Giovanni Andrea Tria (1720-1726), qui organise un deuxième synode diocésain en 1726.
Le 27 juin 1818, les diocèses de Cerenzia, Strongoli (it) et Umbriatico (it) sont supprimés par la bulle De utiliori du pape Pie VII et leur territoire est intégré à celui du diocèse de Cariati, qui reste le seul suffragant de Santa Severina. Avec ces annexions, Cariati devient l’un des plus grands diocèses de Calabre. C'est Mgr Gelasio Serao (1819-1839) qui organise le nouveau diocèse d'un point de vue administratif et pastoral ; pour cette tâche, il utilise des synodes qu'il célèbre en 1823, 1827 et 1837. Son successeur, Nicola Golia (1839-1873) construit la nouvelle cathédrale qu'il consacre solennellement le 25 octobre 1857. Parmi les évêques du XXe siècle figurent Giovanni Scotti (1911-1918), évêque cultivé et fortement impliqué dans le travail social, et Eugenio Raffaele Faggiano (1936-1956), dont un procès diocésain est lancé en 1987 en vue d'une béatification.
Le 6 janvier 1952, par la bulle Romanis Pontificibus du pape Pie XII, la province ecclésiastique de Santa Severina est supprimée et Cariati devient suffragant du siège métropolitain de Reggio Calabria. Le 21 décembre 1973, avec la nomination de Giuseppe Agostino, Cariati est uni in persona episcopi au diocèse de Crotone et à l'archidiocèse de Santa Severina. Le 4 avril 1979, l'union in persona episcopi prend fin. Par la bulle Quo aptius du pape Jean-Paul II, le diocèse est uni aeque principaliter à l'archidiocèse de Rossano. Par la même bulle, Cariati cède le territoire des municipalités de la province de Catanzaro au diocèse de Crotone, y compris les anciennes villes épiscopales de Cerenzia, Umbriatico et Strongoli.

### Diocèse de Rossano
L'historiographie traditionnelle rapporte que les évêques du diocèse de Thurium (it) fuient leur ville en ruines pour le centre fortifié de Rossano. L'époque à laquelle cette translation a lieu est incertaine. Selon Duchesne, les évêques de Thurium se déplacent à Rossano lorsque leur ville est dévastée par l'invasion lombarde du nord de la Calabre. Les fouilles archéologiques effectuées récemment à la cathédrale de Rossano mettent en évidence une première installation de la cathédrale entre la fin du VIe siècle et le début du VIIe siècle.
Le diocèse est documenté pour la première fois dans la Notitia Episcopatuum écrite par l'empereur byzantin Léon VI (886-912) et datée du début du Xe siècle, où il figure parmi les suffragants de l'archidiocèse de Reggio. Comme tous les diocèses italiens sous domination byzantine, Rossano ne dépend pas de Rome mais fait partie du patriarcat de Constantinople dont le rite dominant est le rite byzantin.
La liste des premiers évêques est incertaine ; traditionnellement on attribue des évêques à Rossano, qui en réalité, à cause d'une certaine homonymie ou d'une lecture erronée des manuscrits, appartiennent à d'autres diocèses. Selon la biographie de saint Nil, il est dit qu'après la mort de l'archevêque de Rossano, le moine est choisi par ses concitoyens pour lui succéder. La même biographie fait référence à l'élévation du siège de Rossano au rang d'archidiocèse non métropolitain, probablement lorsque la ville assume un rôle éminent dans la domination byzantine du sud de l'Italie ; le titre d'archidiocèse est toujours documenté dans un décret de 1091 et dans plusieurs décrets latins du XIIe siècle.
Avec des doutes sur les noms transmis par la tradition, le premier nom certain d'un archevêque de Rossa est celui de Theotistus, mentionné dans un codex du Vatican et attribué vers le milieu du XIe siècle, suivis par deux moines basiliens, Pentatène et Romano, vivants au moment où la Calabre est conquise par les Normands. Les nouveaux seigneurs essayent d'imposer le rite latin mais leur projet rencontre une forte opposition du clergé et du peuple. À la fin du siècle, l'abbaye de Santa Maria del Patire (it) est fondée. Elle constitue un important centre de la culture et de la liturgie grecques, ainsi que d'autres monastères byzantins. Deux autres moines deviennent archevêques de Rossano au XIIe siècle, Nicola Malena et Teofane Cerameo.
À partir du XIVe siècle, des éléments de nouveauté et de rupture avec la tradition antérieure commencent à être introduits dans le diocèse. En 1373, le pape Grégoire XI se réserve pour la première fois la nomination de l'archevêque, un droit dont avait toujours joui le chapitre de la cathédrale ; à cette occasion, pour la première fois, l'évêque qui est élu n'est pas originaire du diocèse mais de celui de Gravina et il est de rite latin. En 1437, Rossano cède une partie de son territoire au profit de l'érection du diocèse de Cariati. En 1460, est nommé archevêque Matteo de Saraceni, qui l'année suivante abolit le rite byzantin dans la cathédrale et dans tout le diocèse. Avec Nicola Ippoliti (1481-1493), le diocèse est confié à des évêques commendataires, qui ne résident presque jamais dans le diocèse, une situation qui dure jusqu'à la nomination de Lancillotto Lancillotti en 1573, avec qui commence la série d'évêques prêts à mettre en œuvre les décisions de réforme du concile de Trente.
Au XVIIe siècle, l’archidiocèse reconnaît la figure et l’œuvre de saint Nil dont la mémoire n’a jamais disparu, avec sa proclamation en tant que saint patron de la ville de Rossano (1618), la construction d’une paroisse qui lui est dédiée (1620), la construction d’un autel en son honneur dans la cathédrale (1664) et la reconnaissance de l’office liturgique de saint Nil (1677).
À la suite du concordat entre le Saint-Siège et le royaume des Deux-Siciles de 1818, Rossano est maintenu comme siège archiépiscopal sans suffragants, immédiatement soumis au Saint-Siège. Le 20 octobre 1860, l'archevêque de Rossano, Pietro Cilento, est emprisonné pour avoir invité le clergé et les habitants de l'archidiocèse à voter, par télégramme, le non au vote d'annexion au royaume de Sardaigne ; il est libéré le 16 décembre 1860 mais ne rentre à Rossano qu'en 1867. En 1919, les paroisses de San Demetrio Corone, de San Giorgio Albanese, de Vaccarizzo Albanese et de Macchia sont cédées pour l'érection de l'éparchie de Lungro.

### Archidiocèse de Rossano-Cariati
Le 30 septembre 1986, par le décret Instantibus votis de la congrégation pour les évêques, les deux sièges de Rossano et de Cariati, unis aeque principaliter depuis 1979, sont pleinement unis et le district ecclésiastique prend son nom actuel, devenant suffragant de l'archidiocèse de Reggio de Calabre-Bova tout en maintenant son titre d'archidiocèse. Le 30 janvier 2001, le diocèse devient partie de la province ecclésiastique de l'archidiocèse de Cosenza-Bisignano et suffragant de ce dernier.

## Sources
- (en) Catholic-Hierarchy

- (it) Cet article est partiellement ou en totalité issu de l’article de Wikipédia en italien intitulé « Arcidiocesi di Rossano-Cariati » (voir la liste des auteurs).

### Articles liés
- Liste des diocèses et archidiocèses d'Italie
- Église catholique en Italie